# Saulius Šarkauskas
Saulius Šarkauskas (nascido em 25 de maio de 1970 em Klaipėda) é um ciclista lituano.
Profissional de 1996 a 2002 em equipas portuguesas, tem representado a Lituânia nos Jogos Olímpicos de 1992 e 2000. Nos Jogos de 1992, em Barcelona, tomou um 23.º lugar da corrida em estrada.

## Palmarés
- 1992
  - Prólogo da Volta à Polónia (contrarrelógio por equipas)
  - 3.º do Grande Prêmio de Lillers
  - 3.º do Teleflex Tour
- 1993
  - 3.º do Circuito de Lorena
- 1994
  - Volta à Normandia :
    - Classificação geral
    - 1.ª e 6. ª etapas
- 1996
  - 1.ª etapa do Grande Prémio Jornal de Notícias
  - 4. ª etapa da Tour de Poitou-Charentes
  - 1.ª etapa do Grande Prémio Internacional de Torres Vedras
  - 3. ª etapa da Volta ao Alentejo
  - 3. ª etapa da Volta a Portugal
- 1997
  - G.P. Portugal Telecom :
    - Classificação geral

  - 4. ª etapa
  - 2. ª etapa da Volta ao Alentejo
  - 4.ºb etapa do Grande Prémio Jornal de Notícias
- 1998
  - 2. ª etapa da Volta ao Algarve
  - 4.ºb etapa do Grande Prémio Internacional de Torres Vedras
- 1999
  - 5. ª etapa da Volta ao Algarve
  - 2. ª etapa do Grande Prémio Jornal de Notícias
  - 3.ºa e 4. ª etapas do Grande Prémio do Minho
  - 4. ª etapa da Volta a Portugal
  - 3.º do campeonato de Lituânia em estrada
- 2000
  - 5. ª etapa do Grande Prémio Jornal de Notícias
  - 5. ª etapa do Grande Prémio Internacional de Torres Vedras
  - 14. ª etapa da Volta a Portugal
- 2001
  - 5. ª etapa da Volta ao Algarve
  - 2. ª etapa do Grande Prémio do Minho GP PAD :
    - Classificação geral
    - 1.ª etapa

## Resultados na as grandes voltas

### Volta a Espanha
- 2000 : 69.º